# Japanische Badmintonmeisterschaft 1956
Die Japanische Badmintonmeisterschaft 1956 war die zehnte Austragung der nationalen Titelkämpfe im Badminton in Japan. Sie fand in Yokohama statt.

## Titelträger
| Disziplin    | Sieger                          |
| ------------ | ------------------------------- |
| Herreneinzel | Yoshiro Sato                    |
| Dameneinzel  | Kinue Yokoi                     |
| Herrendoppel | Kanetoshi Kataishi Eiichi Nagai |
| Damendoppel  | Yoshiko Okawa Utako Kobayashi   |
| Mixed        | Toshimichi Ishihara Hisako Toda |